# Hide Photos
Hide Photos — условно бесплатная утилита, которая служит для высоконадёжного и безопасного хранения персональных фотографий от посторонних глаз с помощью шифрования в операционных системах Microsoft Windows.

## Описание
Hide Photos осуществляет безопасное хранение персональных фотографий на компьютере пользователя. По внешнему виду утилита похожа на стандартный проводник Windows, включает в себя высоконадёжное и защищённое, от посторонных действий криптографическим алгоритмом Advanced Encryption Standard, хранилище данных (иначе называемым — контейнер).
Hide Photos отображает все изображения в виде миниатюр в дереве папок, позволяет без особого труда организовать коллекцию изображений с поддержкой тегов и создания комментариев для дальнейшего осуществления быстрого поиска по ключевому слову. Позволяет шифровать паролем как отдельно выбранные папки и файлы, так и целое хранилище.

## Возможности
- Шифрование данных с помощью алгоритма Advanced Encryption Standard.
- Похожий на проводник Windows графический интерфейс пользователя с поддержкой отображения данных в виде миниатюр.
- Отображение метаданных.
- Неограниченное количество папок с неограниченным количеством подкаталогов с безлимитным числом вложенных фотографий.
- Поиск фотографий по ключевому слову.
- Слайд-шоу.
- Drag-and-drop из Проводника Windows в Hide Photos.
- Полноэкранный режим просмотра.
- Каталогизатор (теги, описание файла и прочее).
- Поддержка RAW формата.